# Leugny (Vienne)
Leugny település Franciaországban, Vienne megyében. Lakosainak száma 370 fő (2022. január 1.). Leugny Abilly, La Guerche, Dangé-Saint-Romain, Ingrandes, Mairé, Oyré és Saint-Rémy-sur-Creuse községekkel határos.

## Népesség
A település népességének változása:
| Lakosok száma | 437  | 425  | 424  | 407  | 394  | 382  | 378  | 370  | 370  |
|               | 2013 | 2015 | 2016 | 2017 | 2018 | 2019 | 2020 | 2021 | 2022 |